# カルマ (アダルトビデオ)
カルマ（KARMA）は日本のアダルトビデオメーカー。

## 概要
北都（アウトビジョン）傘下の企画メーカーとして2004年に設立された。2019年12月よりフェチメーカグループ「卍(まんじ)グループ」の一員となっている。
「マニア向けハード企画のレイプ・中出し等、カルマ的エロチシズムであなたの脳と股間を直撃します。」とうたっている。
電撃ネットワークのギュウゾウが司会を務めるバラエティ色の強い作品もある。

## 主なレーベル
- ウラ美少女
- バラエティ
- ドキュメント
- ナンパ
- 胸チラ＆パンチラ
- パイパン
- 素人
- 極モザ
- 犯〜HAN〜
- 盗撮
- BEST

他

## 主なシリーズ
- KARMAナンパ隊が行く！[4]
- 悪徳エロ医師盗撮[5]
- NTR人妻ホームパーティー[6]
- パイパン獣姦(2005年10月 - 2006年12月)

他

## 作品

### ウラ美少女
| ウラ美少女 | ウラ美少女 | ウラ美少女 | ウラ美少女 |
| 2010年     | 2010年 | 2010年     | 2010年 |
| 品番       | タイトル | 発売       | 女優 |
| ---------- | --- | ---------- | --- |
| URAD-050   | 伝説の清純無垢美少女 グラビアアイドル 廣田まりこ 遂にAV降臨！！                                                           | 5月7日     | 廣田まりこ（大沢美加） |
| URAD-051   | AV転身 現役グラビアアイドル 18歳 秋野シフォン改め、早坂愛 姫初め                                                          | 6月7日     | 早坂愛（早坂愛梨、秋野シフォン） |
| URAD-053   | 白衣のいいなり天使 あんな                                                                                                 | 6月7日     | 森崎杏那（夏川えり） |
| URAD-054   | 元女子高生芸能人 鈴○ 恋 SEX解禁                                                                                           | 7月7日     | 安西優子（鈴木なつ） |
| URAD-055   | 美少女ロリータ 幼女アイドル 大沢つくし debut                                                                              | 7月7日     | 大沢つくし（つくし） |
| URAD-056   | 爆乳 Hカップ 麻生莉○奈 芸能人の初H                                                                                        | 8月7日     | 河合玲 |
| URAD-057   | D○M 有名人気チャットアイドル 蘭々おまんこ初解禁 チャットではミレナイ、オチンチンソウニュウ、おまんこハツコウカイ          | 8月7日     | 蘭々 |
| URAD-058   | 芸能人 杏野ヒナナ 初中出し本番DEBUT                                                                                       | 9月7日     | 愛音ミク |
| URAD-059   | 桃色泡姫 湯洗美少女 湯女名さやか                                                                                          | 9月7日     | 今井さやか |
| URAD-060   | 超敏感 芸能人 小宮まいみ 中出し解禁デビュー                                                                               | 10月7日    | 小宮まいみ |
| URAD-061   | COCO RIBBON LUNA ANZAI EXCLUSIVE LOUNGE                                                                                   | 10月7日    | 安西瑠菜 |
| URAD-062   | 芸能人 PREMIER 希咲あや                                                                                                   | 11月7日    | 希咲あや |
| URAD-063   | グラビアアイドル MIKU 黒髪美少女 DEBUT                                                                                    | 12月7日    | 水野貴恵 |
| 2011年     | |            | |
| URAD-064   | ニ○ニ○生○送の現役アイドル つばっち 改め ましお るか AV DEBUT                                                              | 1月7日     | ましお るか |
| URAD-065   | 芸能人 XXXXXXX PLATINA 梨果メリア                                                                                         | 2月7日     | 梨果メリア（柏木友美） |
| URAD-066   | 芸能人 PREMIER Kai 杏りな                                                                                                 | 3月7日     | 杏りな |
| URAD-067   | 元P○○T○E○モデル 芸能人PREMIER 中出し解禁HYPER 柏木りさ                                                                    | 4月7日     | 柏木りさ |
| URAD-068   | 芸能人 PREMIER 地上波某人気バラエティー番組出演中 遥のぞみ AV Debut                                                       | 5月7日     | 遥のぞみ |
| URAD-069   | 着エロアイドル PREMIER 妹アイドル初本番 吉菜えみ AV Debut                                                                 | 6月7日     | 吉菜えみ |
| URAD-070   | 着エロアイドル PREMIER 萌キュンアイドル 小森○悠 AV debut special                                                          | 7月7日     | 白石百々（小森美悠） |
| URAD-071   | 元G●●● N●●● D●●●のダンサー 桜井りほ 本番解禁 芸能人 PREMIER MAX                                                           | 8月7日     | 桜井りほ（中山陽菜） |
| URAD-072   | 芸能人 PREMIER EX. 超有名日本最大級ガールズファッションショーモデル 心々奈りんか 堂々AV Debut                             | 9月7日     | 心々奈りんか |
| URAD-073   | 芸能人 PREMIER BABY 亜衣奈りん AV DEBUTで中出し解禁                                                                       | 10月7日    | 亜衣奈りん（和希さやか） |
| URAD-074   | ドラマの女王 芸能人 Premier NEW TYPE 女優 月本利奈 中出し初SEX                                                            | 11月7日    | 月本利奈 |
| URAD-075   | 芸能人 PREMIER 超無敵美女 上原ゆあ 中出し本番SPECIAL                                                                      | 12月7日    | 上原ゆあ（天宮まりる） |
| 2012年     | |            | |
| URAD-076   | 芸能人 PREMIER グラビアクィーンAVデビュー 桜井沙羅 本番解禁MAX                                                            | 1月7日     | 桜井沙羅 |
| URAD-077   | あの人気女優 ふわり 未発表撮り卸 映像解禁！                                                                               | 1月7日     | ふわり |
| URAD-078   | MARINA DEBUT 芸能人 PREMIER！                                                                                             | 2月7日     | マリナ |
| URAD-079   | 着エロアイドル Premier D○Mシチュエーションチャットアイドル パイパン解禁 AVデビュー                                        | 3月7日     | 篠原あきな |
| URAD-080   | 芸能人プレミア 宮地由梨香 芸能人AV解禁                                                                                    | 4月7日     | 宮地由梨香 |
| URAD-081   | 着エロアイドルプレミア着エロアイドルからAV転身 浜崎翔子AV解禁                                                             | 5月7日     | 浜崎翔子 |
| URAD-082   | 国民的アイドルグループ9期生オーディション 最終選考まで残った芸能人 花音ゆりあAVデビュー                                   | 6月7日     | 花音ゆりあ（西園寺れお） |
| URAD-083   | 着エロアイドルプレミア 魔法少女AVデビュー 現役着エロアイドル 水守悠                                                       | 8月7日     | 水守悠 |
| URAD-084   | 芸能人premier グラビアアイドル 新●● 紺野いろはに改名 ウラ美少女デビュー                                                   | 9月7日     | 紺野いろは（木村つな） |
| URAD-085   | 着エロアイドルpremier つるまんGカップ 国民的着エロアイドル 橘早苗 独占AVデビュー                                          | 10月7日    | 橘早苗 |
| URAD-086   | 芸能人PREMIER 国民的アイドルグループの元研修生 植田彩 AV DEBUT                                                            | 12月7日    | 植田彩 |
| 2013年     | |            | |
|            | 2012年度スーパーBESTセレクション＋α ウラ美少女特選映像総集編                                                              | 1月7日     | 白石百々（小森美悠）・大沢つくし（つくし）・愛音ミク・小宮まいみ・浜崎翔子・宮地由梨香・篠原あきな・桜井沙羅・水守悠上・上原ゆあ（天宮まりる）                                                 |
| URAD-088   | 芸能人 Premier ●H● 紅●初出演記念 ●ゃ●ーぱ●ゅ●●ゅ激似 島崎りか衝撃アナル AV DEBUT 2穴FUCK収録                              | 3月7日     | 島崎りか（美幸ありす） |
| URAD-089   | 芸能人 Premier 超有名フ●ッ●ュ撮●会＆メ●プ●シ●ップ撮●会出演の現役アイドルモデル 入山すみれ AV Debut 実は私パイパンでした。 | 6月7日     | 入山すみれ（真希瀬るな） |
| URAD-090   | 芸能人 Premier大手化粧品メーカーと大手有名コンビニチェーン●●●●のCMタレント 篠田涼花AV DEBUT                               | 7月7日     | 篠田涼花（佐伯かのん） |
| URAD-091   | 芸能人 Premier 超有名●●●ッ●●系女性ソロアーティストのバックダンサー 生駒茉夏 AV DEBUT                                      | 8月7日     | 生駒茉夏 |
| URAD-092   | 芸能人 Premier 業界初！ 超有名地下アイドルグループ ア●●十●・ス●●ムガ●●●の元候補生 幻のセンター！佐倉あんな AV Debut       | 9月7日     | 佐倉あんな |
| URAD-093   | 芸能人 Premier 映画 ポ●ノ女●高●出演女優 真野エリ AV debut                                                                 | 10月7日    | 真野エリ（南のりか） |
| URAD-094   | 芸能人 Premier 過去最多 ドラマ・CM・映画・etcに出演！ マルチタレント 高城夏菜子 パイパン AV debut                         | 11月7日    | 高城夏菜子 |
|            | ウラ美少女 2013年度 芸能人BESTセレクション 8時間総集編 初回限定生産                                                       | 12月7日    | 入山すみれ（小林るな、真希瀬るな）・真野エリ（南のりか）・島崎りか（美幸ありす）・佐倉あんな（中野翔子、みのりしょこ、宮山沙耶菜）・生駒茉夏・植田彩・鏡涼子・篠田涼花（水原薫子、佐伯かのん） |
| 2014年     | |            | |
| URAD-095   | 国民的アイドル 板●友●の親友 AV DEBUT                                                                                      | 3月7日     | 成良奈々未 |
| URAD-096   | 芸能人 premier 国民的アイドル ●野●美 激似 藤井とも AV Debut                                                               | 4月7日     | 藤井とも（滝川かのん） |
| URAD-097   | チャットガール premier D●M.R18・エ●ジェ●ラ●ブの人気チャット少女 18歳 もえり もきゅっとAV Debut                            | 5月7日     | もえり |
| URAD-098   | 芸能人 premier 元Gカップ芸能人 AV Debutでいきなりザーメンぶっかけ20連発                                                   | 8月7日     | 高柳美姫（白川まお） |
| URAD-099   | 着エロアイドル premier 着エロ界のフレッシュレモン！！檸檬. 中出し2連発＋ぶっかけ22連発で衝撃AV Debut                      | 9月7日     | 檸檬. |

### 獣姦
| 年月日         | 品番     | タイトル                                        | 女優             |
| -------------- | -------- | ----------------------------------------------- | ---------------- |
| 2005年4月8日   | KRFV-001 | 獣双姦 戯れる愛犬達と雌女2匹                    | 菊川蓮、咲もも菜 |
| 2005年10月7日  | KRFV-002 | パイパン獣姦 パイパン牝犬と2匹の牡犬            | 楓 (別名:YOKO)   |
| 2006年1月13日  | KRFV-003 | パイパン獣姦2 パイパン牝犬と2匹の牡犬           | 平沢里菜子       |
| 2006年1月13日  | KRFV-004 | パイパン獣姦3 パイパン牝犬と2匹の牡犬           | 愛みこ           |
| 2006年3月13日  | KRFV-005 | パイパン獣姦4 パイパン牝犬と2匹の牡犬           | 椿まや           |
| 2006年6月13日  | KRFV-007 | ノーモザイク アナル獣姦1                        | 森下さやか       |
| 2006年7月13日  | KRFV-008 | パイパン獣姦5 パイパン牝犬と2匹の牡犬           | 里美りん         |
| 2006年9月13日  | KRFV-010 | パイパン獣姦6 パイパン牝犬と2匹の牡犬           | 美咲楓           |
| 2006年12月13日 | KRFV-014 | パイパン獣姦7 パイパン牝犬と2匹の牡犬           | 酒井るんな       |
| 2006年12月13日 | KRFV-015 | 30人の観衆の前で公開羞恥獣姦                    | 高嶋みく         |
| 2007年4月13日  | KRFV-021 | 30人の観衆の前で公開羞恥獣姦2                   | 藤咲うらら       |
| 2007年6月13日  | KRFV-022 | パイパン獣姦総集編 7匹のパイパン牝犬と2匹の牡犬 | (1〜7の総集編)   |
| 2007年7月13日  | KRFV-023 | 30人の観衆の前で公開羞恥獣姦3                   | 田代加奈         |
| 2008年1月13日  | KRFV-029 | 真パイパン獣姦                                  | 高田ありさ       |